# Runner’s World
Runner’s World ist eine international verbreitete Sportzeitschrift mit dem Schwerpunkt Laufsport der Hearst Corporation. Die deutsche Ausgabe erscheint monatlich bei der Motor Presse Stuttgart. Chefredakteur ist seit Januar 2014 Martin Grüning. Die verkaufte Auflage beträgt 25.711 Exemplare, ein Minus von 25,4 Prozent seit 1998.
Die US-amerikanische Ausgabe wurde 1966 vom Läufer Bob Anderson gestartet, der sie 1985 an den Verlag Rodale verkaufte. Im Januar 2018 wurde Rodale von der Hearst Corporation übernommen.
Die deutsche Ausgabe wurde erstmals 1993 veröffentlicht. Ab 1996 erschien sie bei der 1995 gegründeten Rodale Motor Presse, einem Joint Venture von Rodale und der Motor Presse Stuttgart mit Sitz in Hamburg. Durch die Übernahme von Rodale übernahm die Hearst Corporation im Januar 2018 auch den Anteil an dem Joint Venture, das in Motor Presse Hearst umbenannt wurde. Im Februar 2021 verkaufte die Hearst Corporation ihren Anteil an die Motor Presse Stuttgart. Motor Presse Hearst wurde daraufhin in Motor Presse Hamburg umbenannt.
Im März 2013 wurde der Abonnenten-Club Runner’s World Laufhelden gestartet.